# Драгановска река
Драгановска река (или Вардунска река) е река в Североизточна България, област Търговище – община Търговище и Област Шумен – община Върбица, ляв приток на река Голяма Камчия (влива се в язовир „Тича“). Дължината ѝ е 25 km.
Драгановска река води началото си под името Вардунска река (или Вардундере) от 509 м н.в., на 4 км югозападно от село Вардун, община Търговище. Тече в югоизточна посока в широка долина през историко-географската област Герлово, като почти по цялото си протежение коритото ѝ е коригирано с водозащитни диги. Влива се в западната част на язовир „Тича“, на 185 м н.в. при село Ловец, община Върбица.
Площта на водосборния басейн на реката е 133 км2, което представлява 2,5% от водосборния басейн на река Камчия.
Основни притоци: Корудере (десен), Московец (ляв) и Гюнедере (десен).
По течението на реката са разположени 3 села:
- Област Търговище

- Община Търговище – Вардун, Драгановец;

- Област Шумен

- Община Върбица – Конево.

Водите на реката основно се използват основно за напояване – язовир „Черковна“.

## Топографска карта
- Лист от карта K-35-30. Мащаб: 1 : 100 000.